# Ulica Świętojańska w Gdyni
Ulica Świętojańska – jedna z głównych ulic Śródmieścia Gdyni, uznawana za ulicę reprezentacyjną. Ze względu na dużą liczbę lokali handlowych uznawana była za salon handlowy Gdyni. Po transformacji ustrojowej w 1989 państwowe, uspołecznione placówki szybko zostały wyparte przez prywatne sklepy i butiki, nierzadko z luksusowym asortymentem - głównie odzieżą i obuwiem. Wzdłuż całej  arterii swoje siedziby mają liczne banki i kancelarie prawnicze.

## Historia
Na początku XX wieku ulicę nazywano Drogą na Oksywie, potem ulicą św. Jana, wreszcie ul. Świętojańską.
Była to pierwsza ulica w Gdyni poza ulicami prowadzącymi do morza, która została wybrukowana i urządzona zgodnie z ówczesnym, nowym planem miasta. Intensywna zabudowa ulicy kamienicami nastąpiła po nadaniu Gdyni praw miejskich w 1926 r. W 1930 r. stało przy niej kilkanaście budynków, m.in. kościół, kawiarnia Grand Caffe i restauracja Polonia. W tym czasie zrealizowano budowę kanalizacji i wodociągów, ułożono bruki uliczne, krawężniki i chodniki; wtedy też na parterach znajdujących się tu kamienic pojawiły się pierwsze sklepy. Znajdujące się nad nimi mieszkania zajmowane były przez osoby zamożne.
Podczas okupacji Niemcy zmienili nazwę ulicy na Adolf-Hitler-Straße, przechodziła przez Sopot, a zaczynała się przy dworcu Gdańsk Główny. Przy ulicy znajdują się kościół parafialny Najświętszej Marii Panny Królowej Polski oraz kolegiata z 1924.
4 lipca 2020 na ulicy, na odcinku od skrzyżowania z 10 Lutego do skrzyżowania z al. Marszałka Piłsudskiego, wprowadzono ruch jednokierunkowy (z wyjątkiem trolejbusów i rowerów).

## Przebudowa
Na przełomie XX i XXI wieku wdrożono plan modernizacji ulicy. Przewidywał on kilka etapów w  następnych latach. Wiązało się to z wymianą kostki chodnikowej, usunięciem dotychczasowych drzew i posadzeniem w ich miejsce młodszych. Zmodernizowano też latarnie i wymieniono nawierzchnię jezdni.

## Ważniejsze obiekty
- Kamienica Władysława Budyna z 1930, arch. Stanisław Pollack (ul. Świętojańska 9, róg Kazimierza Pułaskiego)
- Kamienica Józefa Skwiercza z 1935, arch. Jerzy Müller i Stefan Reychman (23)
- Kamienica Kazimierza Kolińskiego z 1936, arch. Stanisław Ziółkowski (41)
- Kamienica z projektu Zbigniewa Kupca z 1936 r., z salonem Empiku otwartym w 1994 r.
- Kamienica Franciszki Glasenappowej z 1938, arch. Tadeusz Jędrzejewski (42, róg Armii Krajowej)
- Kamienica firmy Paged z 1934, arch. Jan Bochniak (44, róg Armii Krajowej)
- Kamienica Leona Stankiewicza z 1931, arch. Włodzimierz Prochaska i Tadeusz Jędrzejewski, w 1938 mieściła m.in. Związek Fabrykantów i Przemysłowców (53)[6]
- Kamienica Krenskich z 1939, arch. Zbigniew Kupiec i Tadeusz Kossak (55, róg Żwirki i Wigury)
- Kamienica Albina i Marianny Orłowskich z domem towarowym "Bon Marche" z 1936, ob. salon Empik, arch. Zbigniew Kupiec (68, róg Żwirki i Wigury)
- Kamienica Józefy Wieczorkowskiej z 1931, arch. Jan Goździewski (78a, róg Kilińskiego)
- Kamienica „Grażyna” z 1928, arch. Stanisław Odyniec-Dobrowolski i Włodzimierz Prochaska (81-85)
- Kamienica Franciszka Wegnera z 1937, arch. Stanisław Żwirski (89, róg Krasickiego)
- Kamienica narożna Antoniego Ogończyka-Blocha z 1937, arch. Leon Mazalon i Stefan Koziński (122, róg al. Piłsudskiego)
- Kamienica modernistyczna z 1931, arch. Bohdan Lachert (139), z muralem na elewacji[7]

## Galeria

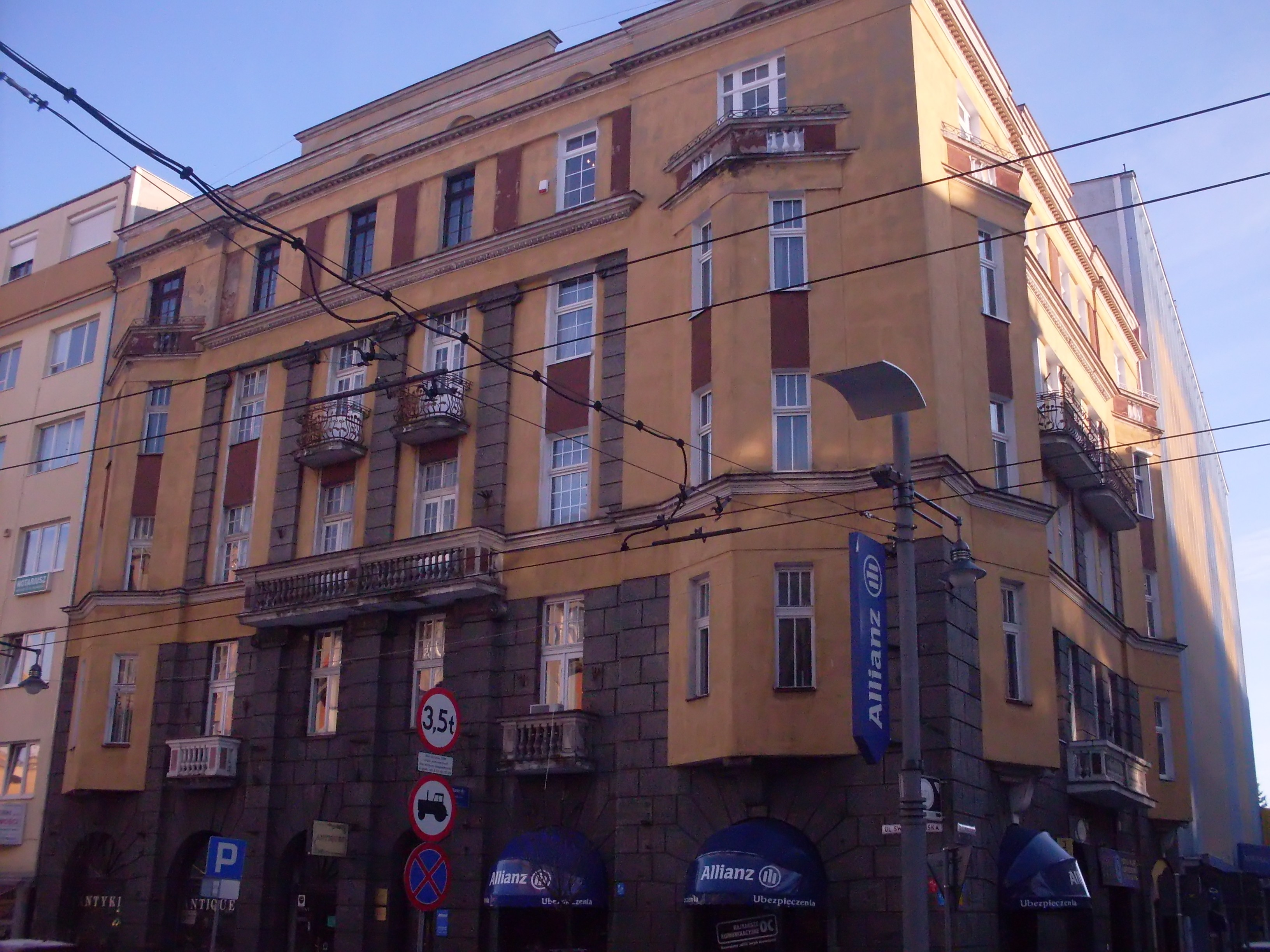
Budynek przy Świętojańskiej 9
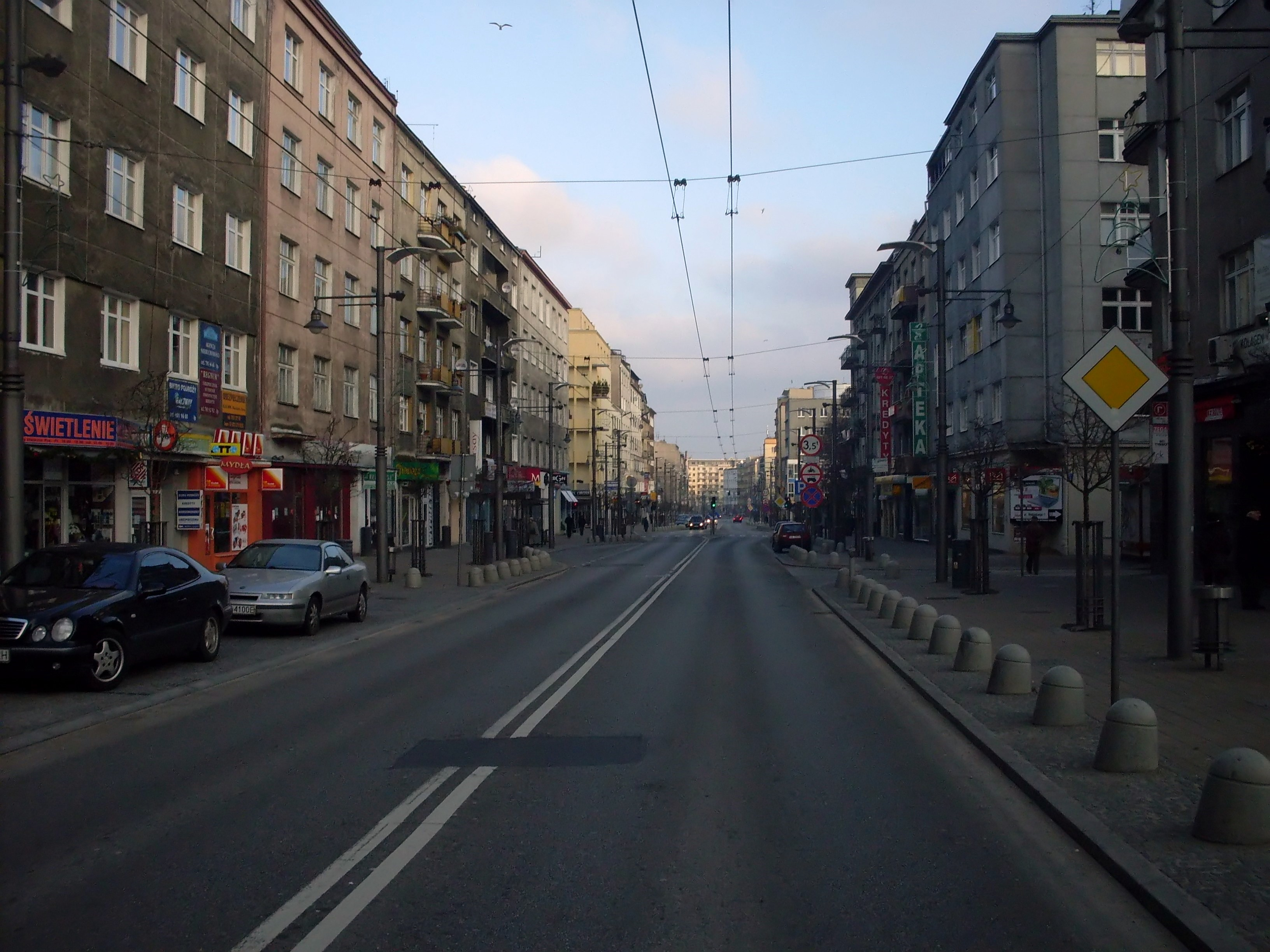
Na wysokości skrzyżowania z ul. Armii Krajowej
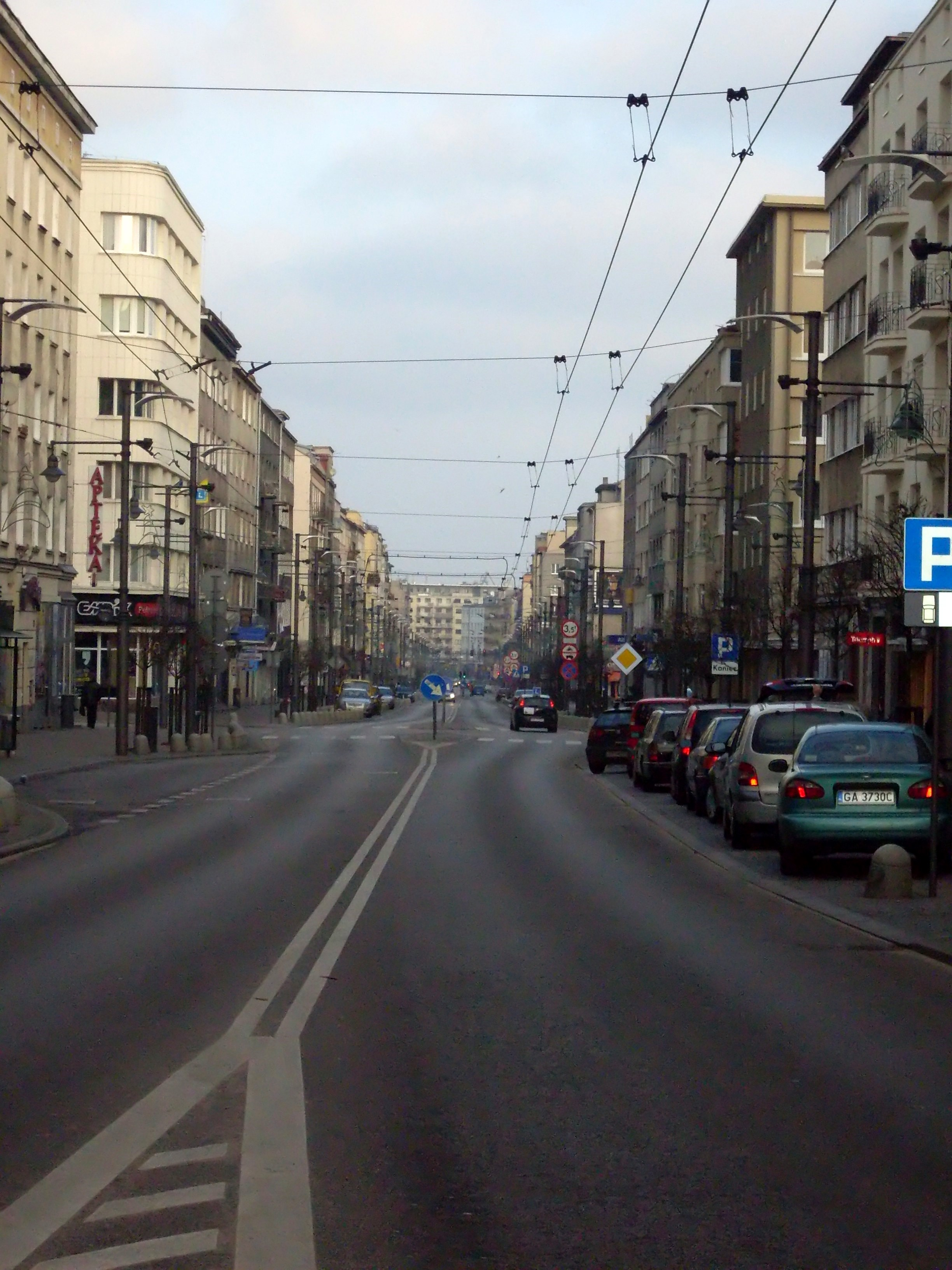
Na wysokości skrzyżowania z ul. Żwirki i Wigury
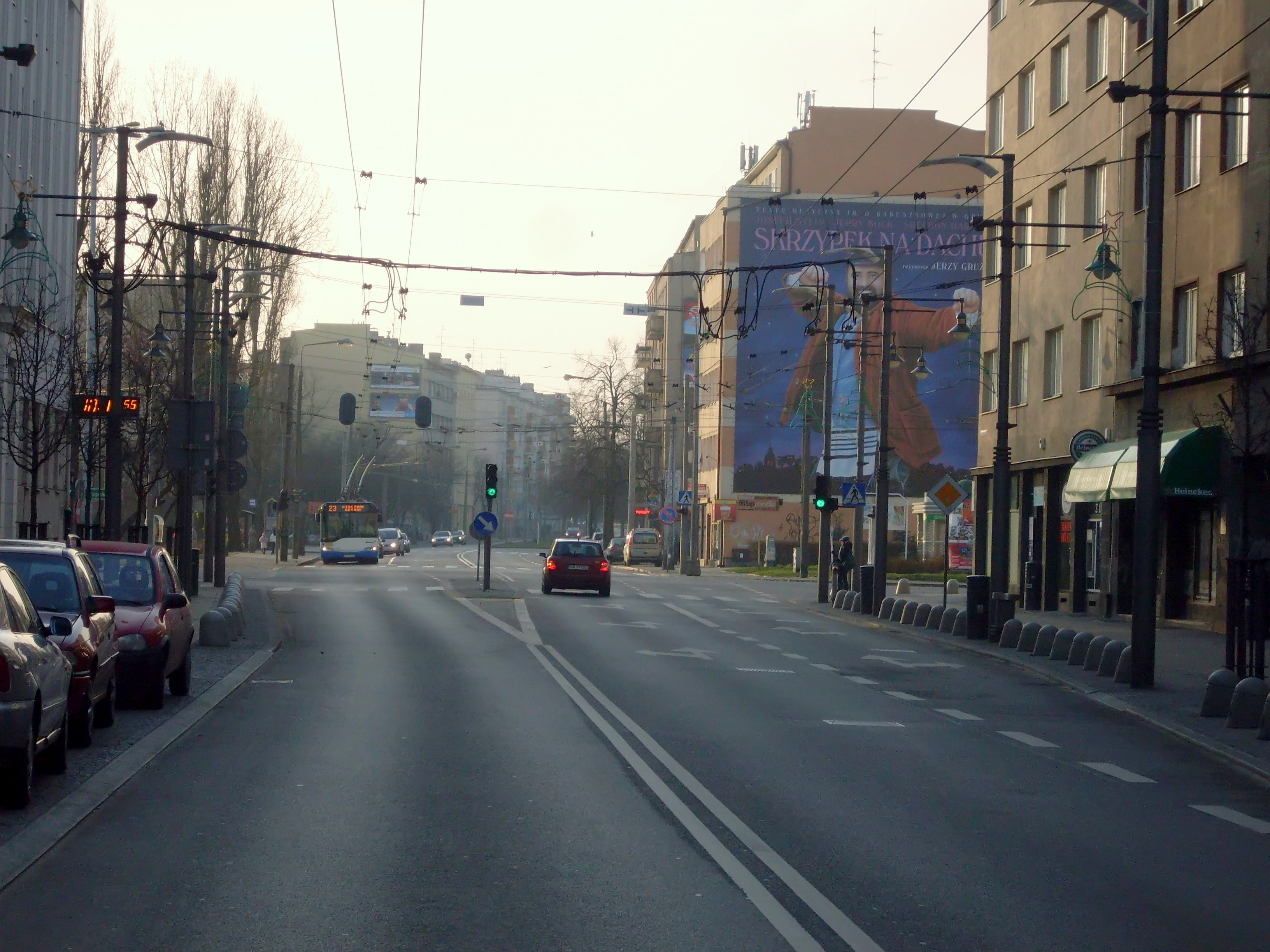
Na wysokości skrzyżowania z al. Marszałka Piłsudskiego
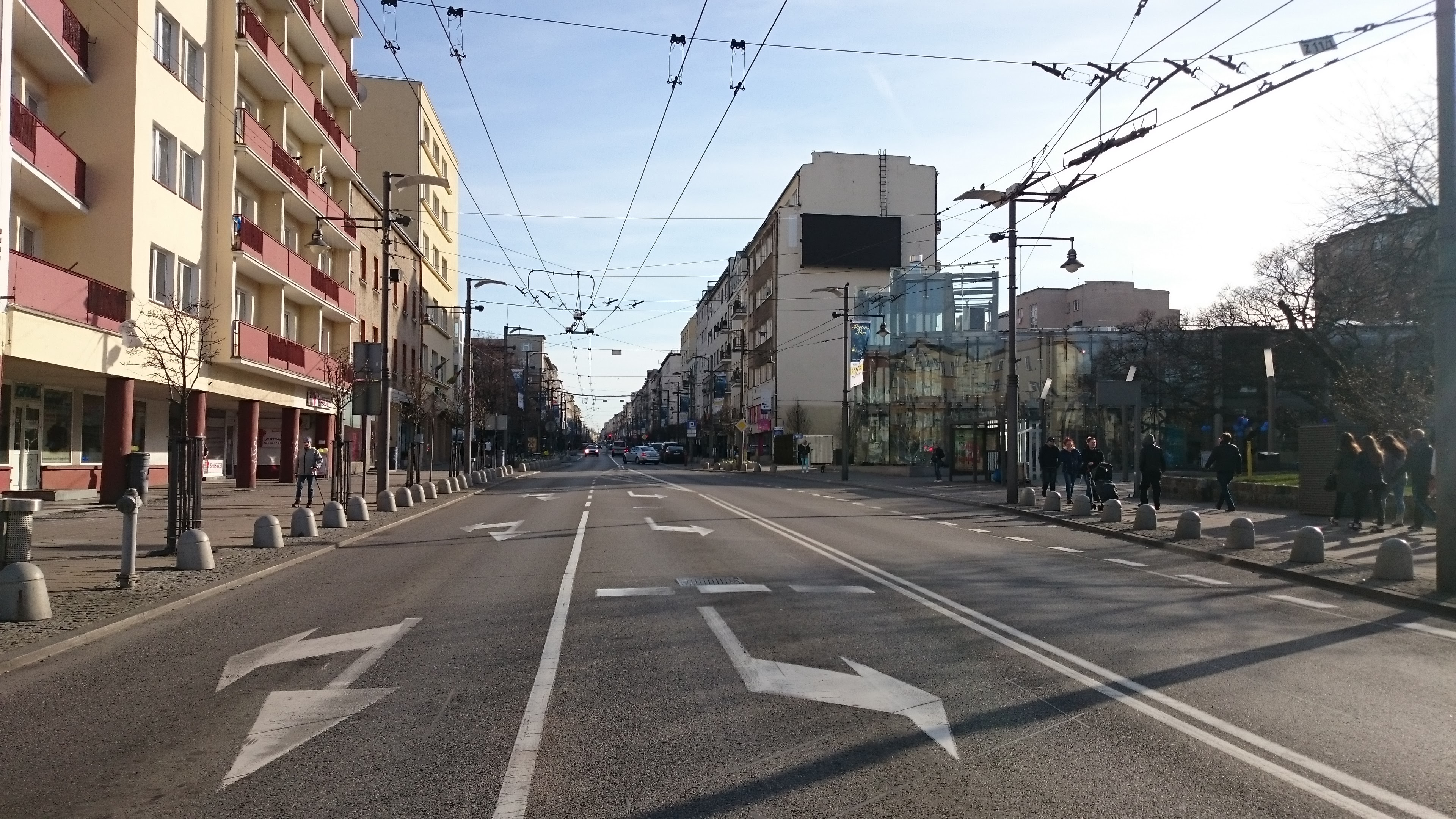
Na wysokości skrzyżowania z ul. 10 Lutego